# نعمات عبد الله محمد خير
نعمات عبد الله محمد خير (من مواليد 1957) قاضية سودانية في المحكمة العليا، تشغل حاليا منصب قاضي قضاة السودان منذ 10 أكتوبر 2019.  بموجب المادة 29 (4) من مسودة الإعلان الدستوري الصادر في أغسطس 2019، فهي أيضًا رئيس المحكمة العليا القومية وهي مسؤولة عن «إدارة السلطة القضائية لدى مجلس القضاء العالي». خير هي أول امرأة تترأس القضاء السوداني. 

## الطفولة والتعليم
ولدت خير في مدينة الكاملين في ولاية الجزيرة وحصلت على إجازة الحقوق من جامعة القاهرة فرع الخرطوم .

## الاحتجاجات السودانية 2018-2019
شاركت نعمات خير في الاحتجاجات السودانية 2018-2019 في موكب القضاء في أبريل 2019 وفي الاعتصام أمام مقر قيادة الجيش في الخرطوم الذي أسفر فضّه عن مذبحة الخرطوم في 3 يونيو 2019.

## السيرة القضائية
انتسبت خير إلى السلك القضائي السوداني في أوائل الثمانينيات. حيث عملت في محكمة الاستئناف والمحكمة الابتدائية ثم أصبحت قاضية في المحكمة العليا. أسست خير نادي القضاة السودانيين كمنظمة مستقلة عن الحكومة. 
في 10 أكتوبر 2019 عينت خير كرئيس للجهاز القضائي السوداني بعد اختيارها بالإجماع بين المجلس العسكري الانتقالي وتحالف قوى الحرية والتغيير (قحت). بموجب المادة 29 (4) من مشروع الإعلان الدستوري الصادر في أغسطس 2019 فهي أيضًا رئيسة المحكمة العليا وهي مسؤولة عن «إدارة السلطة القضائية لدى مجلس القضاء العالي». 